# Parafia Matki Bożej Różańcowej w Ostrem
Parafia Matki Bożej Różańcowej w Ostrem – parafia rzymskokatolicka w diecezji bielsko-żywieckiej, obejmująca swym zasięgiem miejscowości Ostre i Twardorzeczkę. 
Została wyodrębniona 10 października 2010 roku z parafii radziechowskiej dekretem biskupa bielsko-żywieckiego, najpierw jako ośrodek duszpasterski, a 24 kwietnia 2011 roku, jako pełnoprawna parafia. Jej kościołem parafialnym jest kościół Matki Bożej Różańcowej.
2 kwietnia 2020 r. podczas nabożeństwa w kościele należącym do parafii miała miejsce interwencja policji w związku z naruszeniem przez miejscowych wiernych i duchowieństwo narodowej kwarantanny, wprowadzonej przez polski rząd na skutek globalnej pandemii koronawirusa SARS-CoV-2. Ówczesne regulacje przeciwepidemiczne ograniczały maksymalną liczbę uczestników zgromadzeń publicznych i uroczystości religijnych do 5 osób, natomiast w świątyni zgromadziło się blisko 20 wiernych. Interweniujący policjanci skierowali sprawę do wydziału prewencji komendy powiatowej oraz do sanepidu celem wszczęcia stosownego postępowania administracyjnego wobec miejscowej parafii. Zdarzenie to było szeroko komentowane w ogólnopolskich środkach masowego przekazu.